# Martine Beswick
Martine Beswick, född 26 september 1941 i Port Antonio, Jamaica, är en brittisk skådespelerska och fotomodell.

## Rollista i urval
- 1963 – Agent 007 ser rött
- 1965 – Åskbollen
- 1966 – Giganternas kamp
- 1970 – Mannix (TV-serie)
- 1977 – Baretta (TV-serie)
- 1980 – Melvin och Howard
- 1980 – Par i hjärter (TV-serie)
- 1981 – Quincy (TV-serie)
- 1982 – Stuntmannen (TV-serie)
- 1984 – Fantasy Island (TV-serie)
- 1985 – Maktkamp på Falcon Crest (TV-serie)
- 1980 – From a Whisper to a Scream